# Giovanni I di Francia
Giovanni I, detto il Postumo (Parigi, 15 novembre 1316 – Parigi, 20 novembre 1316), è stato re di Francia e Navarra per i soli cinque giorni della sua vita.

## Biografia
Era un membro della dinastia capetingia, figlio postumo del re Luigi X e di Clemenza d'Ungheria.
Nato re il 15 novembre 1316, Giovanni regnò per cinque giorni sotto la reggenza di suo zio, fino alla sua morte, che arrivò il 20 novembre. Il re infante venne sepolto nella basilica di Saint Denis.
Giovanni visse solo cinque giorni e molti credettero che suo zio, il futuro re Filippo V, ne avesse causato la morte per ottenere il trono. Circolarono anche altre storie secondo cui Filippo rapì il bimbo e lo sostituì con un neonato morto.

## L'uomo che si credeva re di Francia

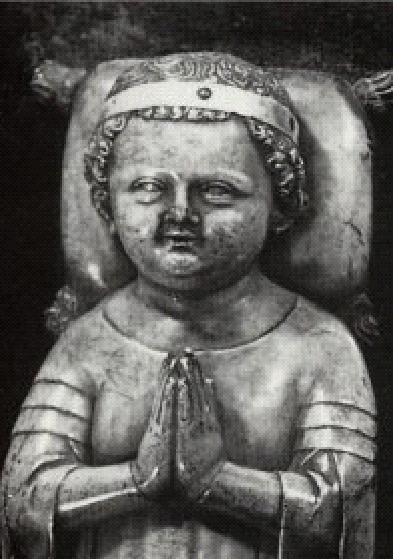
Giovanni I il Postumo

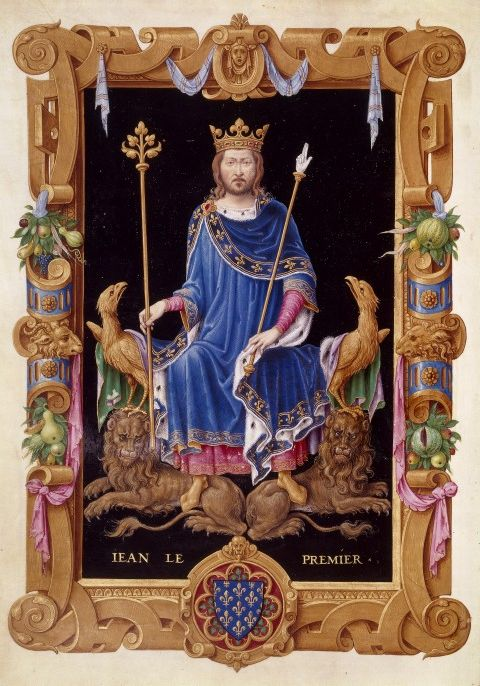
Ritratto di Giovanni I di Francia. La rappresentazione, tratta da un manoscritto conservato presso la Bibliothèque nationale de France, è chiaramente immaginaria: il sovrano è raffigurato come un uomo adulto sebbene sia vissuto solo 5 giorni

Durante gli anni cinquanta del Trecento, un uomo che sosteneva di essere re Giovanni I apparve in Provenza: si trattava di un tale chiamato Giannino Baglioni o Guccio (Jean Gouge), appoggiato da Cola di Rienzo che tentò di insediarlo sul trono di Francia per rinforzare il suo potere a Roma: fu appunto Cola di Rienzo a far redigere i falsi che attestavano la presunta identità di Giannino.
Dopo l'assassinio del celebre capopopolo, avvenuto nel 1354 poco dopo il loro incontro, Giannino si recò velocemente in Ungheria, dove si fece riconoscere dal re Luigi I, nipote di Clemenza; nel 1360 si recò poi ad Avignone, ma il papa Innocenzo VI si rifiutò di riceverlo; quando poi l'allora re di Francia, Giovanni II, era prigioniero degli inglesi durante la guerra dei cent'anni, tentò a più riprese di far riconoscere i suoi diritti al trono, ma venne infine imprigionato e morì in carcere nel 1363.

## Ascendenza
|                        |                    |                        | Genitori                        |  |  | Nonni |  |  | Bisnonni               |  |  | Trisnonni           |  |
|                        |                    |                        |                                 |  |  |       |  |  | Filippo III di Francia |  |  | Luigi IX di Francia |  |
|                        |                    |                        |                                 |  |  |       |  |  | Filippo III di Francia |  |  | Luigi IX di Francia |  |
|                        |                    | Margherita di Provenza |                                 |  |  |       |  |  | Filippo III di Francia |  |  |                     |  |
| Filippo IV di Francia  |                    |                        |                                 |  |  |       |  |  | Filippo III di Francia |  |  |                     |  |
|                        |                    | Isabel d'Aragona       | Giacomo I d'Aragona             |  |  |       |  |  |                        |  |  |                     |  |
|                        |                    | Isabel d'Aragona       | Giacomo I d'Aragona             |  |  |       |  |  |                        |  |  |                     |  |
|                        |                    | Isabel d'Aragona       | Iolanda d'Ungheria              |  |  |       |  |  |                        |  |  |                     |  |
| Luigi X di Francia     |                    | Isabel d'Aragona       |                                 |  |  |       |  |  |                        |  |  |                     |  |
|                        |                    | Enrico I di Navarra    | Tebaldo I di Navarra            |  |  |       |  |  |                        |  |  |                     |  |
|                        |                    | Enrico I di Navarra    | Tebaldo I di Navarra            |  |  |       |  |  |                        |  |  |                     |  |
|                        |                    | Enrico I di Navarra    | Margherita di Borbone-Dampierre |  |  |       |  |  |                        |  |  |                     |  |
| Giovanna I di Navarra  |                    | Enrico I di Navarra    |                                 |  |  |       |  |  |                        |  |  |                     |  |
|                        |                    | Bianca d'Artois        | Roberto I d'Artois              |  |  |       |  |  |                        |  |  |                     |  |
|                        |                    | Bianca d'Artois        | Roberto I d'Artois              |  |  |       |  |  |                        |  |  |                     |  |
|                        |                    | Bianca d'Artois        | Matilde del Brabante            |  |  |       |  |  |                        |  |  |                     |  |
| Giovanni I di Francia  |                    | Bianca d'Artois        |                                 |  |  |       |  |  |                        |  |  |                     |  |
|                        | Carlo II di Napoli | Carlo I d'Angiò        |                                 |  |  |       |  |  |                        |  |  |                     |  |
|                        | Carlo II di Napoli | Carlo I d'Angiò        |                                 |  |  |       |  |  |                        |  |  |                     |  |
|                        | Carlo II di Napoli | Beatrice di Provenza   |                                 |  |  |       |  |  |                        |  |  |                     |  |
| Carlo Martello d'Angiò | Carlo II di Napoli |                        |                                 |  |  |       |  |  |                        |  |  |                     |  |
|                        |                    | Maria d'Ungheria       | Stefano V d'Ungheria            |  |  |       |  |  |                        |  |  |                     |  |
|                        |                    | Maria d'Ungheria       | Stefano V d'Ungheria            |  |  |       |  |  |                        |  |  |                     |  |
|                        |                    | Maria d'Ungheria       | Elisabetta dei Cumani           |  |  |       |  |  |                        |  |  |                     |  |
| Clemenza d'Ungheria    |                    | Maria d'Ungheria       |                                 |  |  |       |  |  |                        |  |  |                     |  |
|                        |                    | Rodolfo I d'Asburgo    | Alberto IV il Saggio            |  |  |       |  |  |                        |  |  |                     |  |
|                        |                    | Rodolfo I d'Asburgo    | Alberto IV il Saggio            |  |  |       |  |  |                        |  |  |                     |  |
|                        |                    | Rodolfo I d'Asburgo    | Edvige di Kyburg                |  |  |       |  |  |                        |  |  |                     |  |
| Clemenza d'Asburgo     |                    | Rodolfo I d'Asburgo    |                                 |  |  |       |  |  |                        |  |  |                     |  |
|                        |                    | Gertrude di Hohenberg  | Burcardo V di Hohenberg         |  |  |       |  |  |                        |  |  |                     |  |
|                        |                    | Gertrude di Hohenberg  | Burcardo V di Hohenberg         |  |  |       |  |  |                        |  |  |                     |  |
|                        |                    | Gertrude di Hohenberg  | Matilde di Tubinga              |  |  |       |  |  |                        |  |  |                     |  |
|                        |                    | Gertrude di Hohenberg  |                                 |  |  |       |  |  |                        |  |  |                     |  |